# Mentzelia leucophylla
Mentzelia leucophylla är en brännreveväxtart som beskrevs av Townshend Stith Brandegee. Mentzelia leucophylla ingår i släktet Mentzelia och familjen brännreveväxter. Inga underarter finns listade i Catalogue of Life.

## Bildgalleri

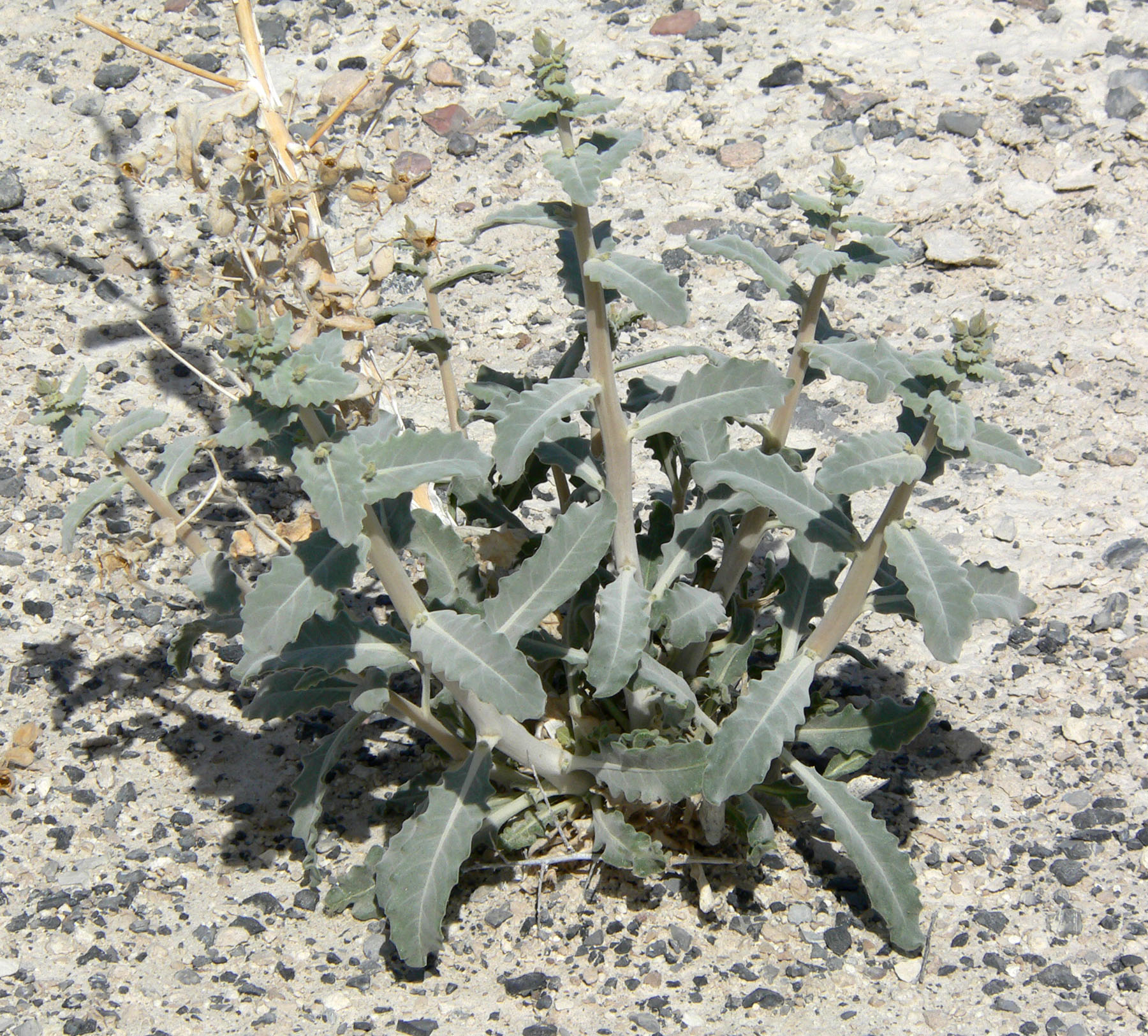
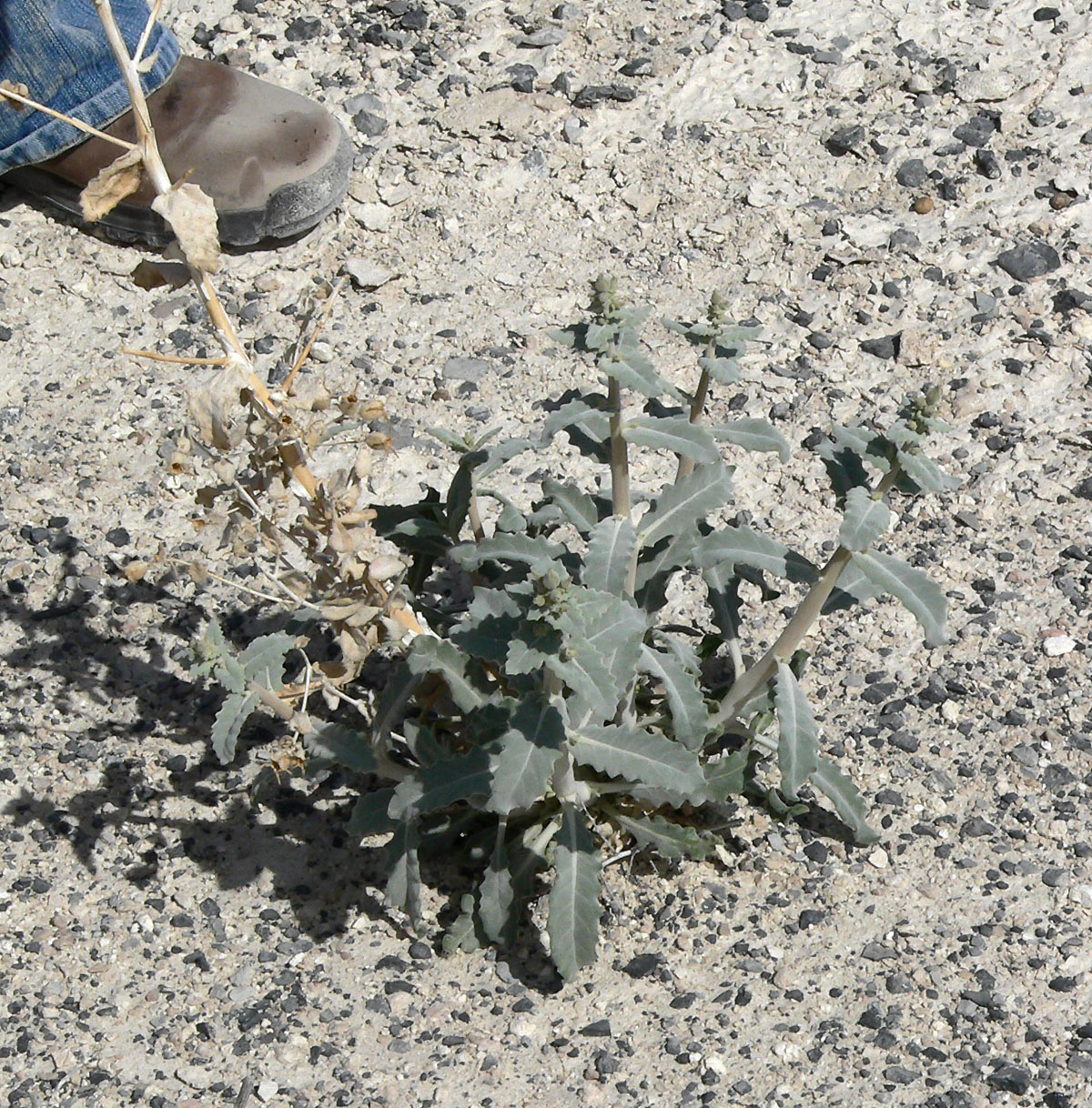
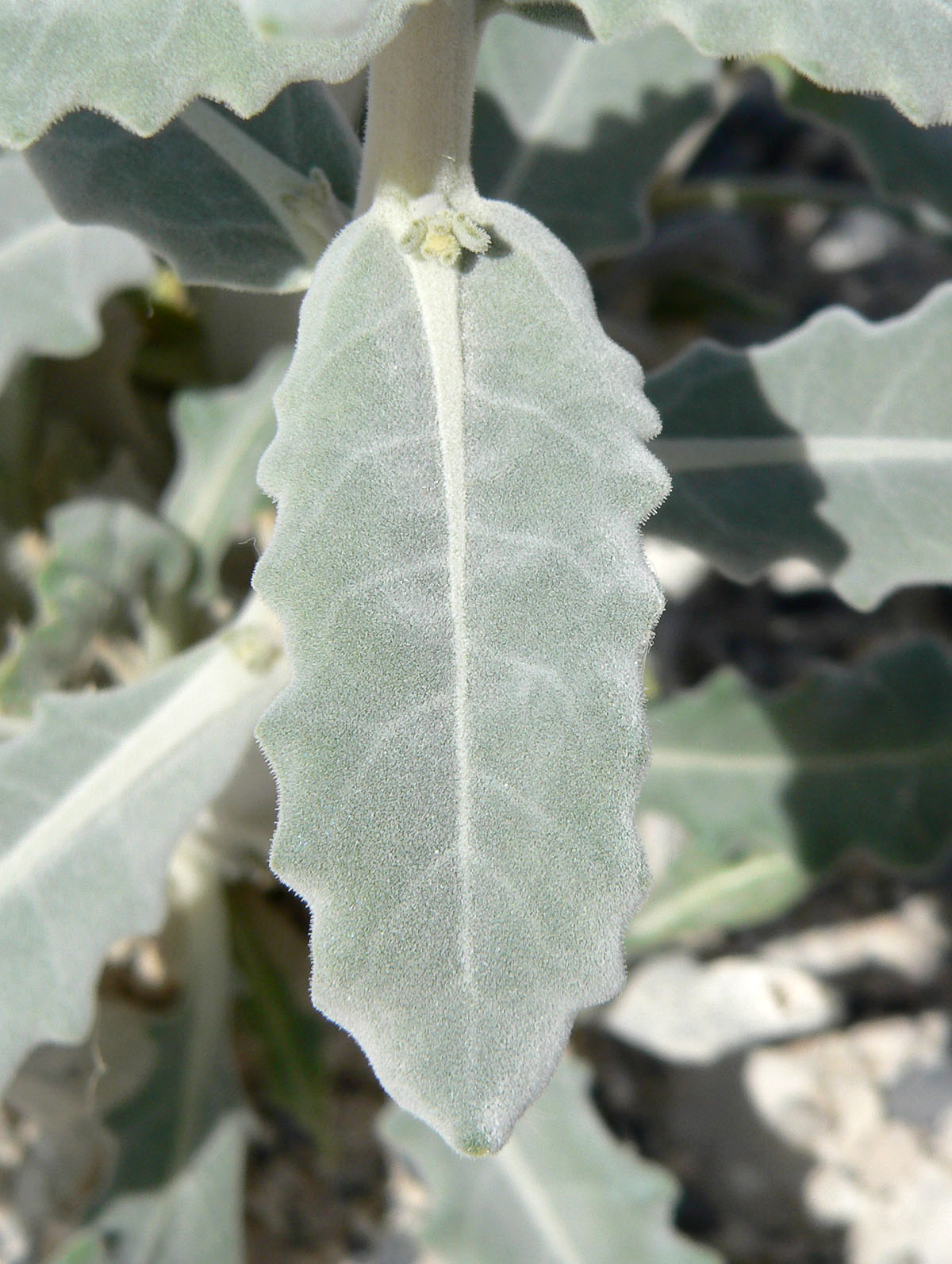
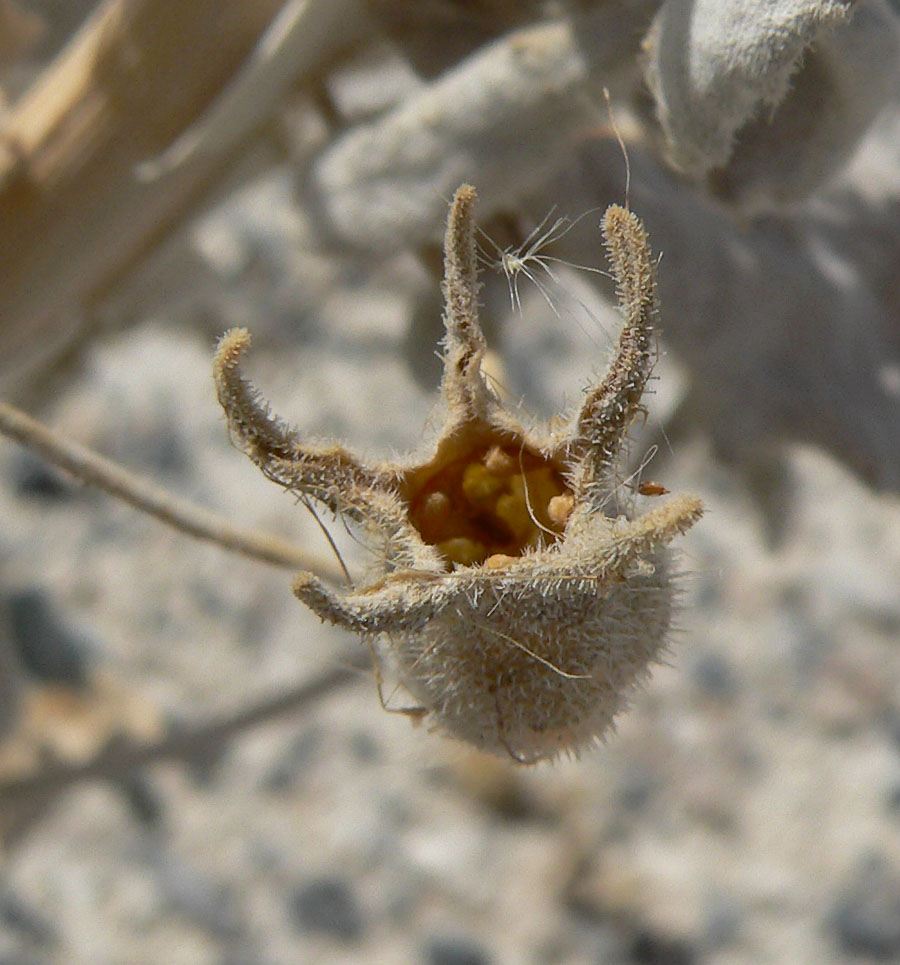